# فرانك مبارغا
فرانك مبارغا (مواليد 9 يناير 1992) لاعب كرة قدم كاميروني محترف، يلعب كلاعب وسط في نادي الساحل الكويتي. يحمل أيضا الجنسية الألمانية.

## المسيرة
انتقل فرانك مبارغا إلى بلغاريا. في أوائل عام 2015، وقع عقدًا مع سلافيا صوفيا؛ وبقي حتى أكتوبر من نفس العام.
في 28 يناير 2016، أصبح فرانك مبارغا جزءًا من فريق 1461 طرابزون. في يوليو 2018، انتقل إلى لوكوموتيف صوفيا. في 7 فبراير 2020، أكد فرانك مبارغا على ملفه الشخصي الرسمي على إنستغرام، أنه وقع مع نادي الساحل الكويتي.

## روابط خارجية
- فرانك مبارغا على موقع سكور واي